# Dari
Pour les articles homonymes, voir Dari (homonymie).
Le dari (en dari : دری, darī, /daɾiː/), aussi appelé persan afghan ou persan oriental, est une variété du persan parlée principalement en Afghanistan. La langue afghane dari a été fortement mélangée avec des langues telles que le mongol.

## Histoire
Le dari était la langue officielle des cours ghaznévides, samanides et timourides de Samarcande et d'Hérat, ainsi que des Grands Moghols de l'Inde.

## Classification
Les différences phonologique et lexicales entre les variétés iraniennes et afghanes sont peu importantes et l'intercompréhension est bonne. La plupart des dialectes afghans seraient plus proches du persan littéraire que les dialectes iraniens. Il existe une similarité lexicale de 86 % à 90 % entre les différents dialectes dari.
C'est la principale langue d'Afghanistan et elle partage le statut de langue officielle du pays avec le pachto. Elle est la langue principale pour environ les trois-quarts de la population, soit 24 millions de personnes issues principalement de peuples iraniens, et est essentiellement parlée dans le nord et l'ouest du pays, ainsi qu'à Kaboul. Elle est pratiquée par les Hazaras (qui parlent plutôt un dialecte issu du dari, le hazaragi), les Tadjiks, les Aïmaks, certains Pachtounes citadins (notamment dans le nord du pays ou dans la région de Kaboul), ainsi que par les peuples turcophones comme les Ouzbeks ou les Turkmènes.

## Écriture et prononciation
La langue écrite standard est la même qu'en Iran[réf. souhaitée].
Le dari s'écrit avec l'alphabet perso-arabe avec le style d'écriture naskh dans l'impression et nastaliq pour l'écriture manuscrite et les titres d'ouvrages. L'alphabet dari possède vingt-trois consonnes, sept voyelles et deux diphthongues.
Le persan d'Afghanistan est dans sa prononciation plus proche du persan médiéval[réf. souhaitée] que le persan d'Iran. L'accent tonique y est moins prononcé[réf. nécessaire]. Par exemple, Ferdowsî est généralement lu avec des intonations similaires au dari[réf. nécessaire].
Les émissions de Radio Afghanistan promeuvent une prononciation standardisée de la langue littéraire basée sur les anciennes traditions du pays, avec des caractéristiques phonétiques archaïques.

## Grammaire
La syntaxe du dari ne diffère pas beaucoup de celle du persan parlé en Iran. Pour marquer l'attribution, le dari utilise le suffixe -ra. Les voyelles du dari diffèrent de celles du persan et il possède aussi des consonnes supplémentaires.

## Lexique
La langue littéraire écrite en soi possède le même vocabulaire que le persan standard d'Iran, en revanche le lexique du persan dari parlé de manière quotidienne à l'oral possède plusieurs emprunts à côté de ceux déjà partagés avec la variété d'Iran[style à revoir] : il y a donc des emprunts du mongol, des langues turques, du russe, du pachto et d'autres langues parlées en Afghanistan.